# نقد یکتاپرستی
نقد یکتاپرستی، نقد این باور است که تنها یک الوهیت (خدا)  وجود دارد، موجودی برتر که در جهان به عنوان خدا شناخته می‌شود، در بیشتر ادیان نیز یکتاپرستی و اعتقاد به آن ذکر شده است. 
مارک  اسمیت، محقق آمریکایی کتاب مقدس و تاریخدان باستانی، که در حال حاضر در مدرسه علمیه پرینسون مشغول به تدریس است نوشت : "یکتاپرستی یک «گفتمان کلی ساز» بوده‌است، که اغلب با همه‌ی جنبه‌های یک نظام اعتقادی اجتماعی مرتبط است و باعث حذف «دیگران» می شود".
برخی موارد، مانند ادعاهایی درباره تناقضات موجود و همچنین خشونت یکتاپرستان، موجب افزایش نقدها درباره این باور شده است.
با گذر زمان توحید در سراسر جهان مورد انتقاد قرار گرفته است. منتقدان ، توحید را عامل جهل، تنگ نظری، ظلم و جنگ می دانند. دیوید هیوم (1711-1776) نوشت که توحید نسبت به شرح، کمتر کثرت گرایانه است و بنابراین تحمل کمتری دارد و توحید را مطلبی می دانست غیر علمی که علم آن را اثبات نکرده است و خرافات است.

## تناقضات
ادیان اصلی توحیدی، در تعریف الوهیت، به‌طور سنتی اتفاق نظر دارند که خدای یگانه قادر مطلق، دانای مطلق و خیرخواه مطلق است. با این حال، یکی از محققان استدلال می‌کند که «این تعریف از خدا با آنچه در دنیای تجربی درک شده‌است، در تضاد است».
برخی از متفکران فمینیست مفهوم توحیدی را به عنوان الگوی عالی‌ترین شکل قدرت پدرسالارانه مورد انتقاد قرار داده‌اند. آن‌ها استدلال می‌کنند که خدای واحدی که به عنوان مرد در نظر گرفته می‌شود، با هر چیزی که مربوط به تغییر، حس نفسانی، طبیعت، احساس، و زنانگی است، مخالفت می‌کند.
آگوست کنت (۱۷۹۸–۱۸۵۷) نیز محدودیت‌هایی را در یکتاپرستی تشخیص داد:
یکتاپرستی در اروپای غربی اکنون به همان اندازه که شرک پانزده سده پیش منسوخ و مضر است. رشته‌ای که ارزش اخلاقی آن اساساً شامل آن می‌شد، مدت هاست که از بین رفته‌است. و در نتیجه تنها اثر آموزه آن که بسیار مورد ستایش قرار گرفته‌است، تحقیر عواطف با امیال نامحدود، و تضعیف شخصیت با وحشت‌های بندگی است. هیچ زمینه‌ای برای تخیل فراهم نمی‌کرد، و آن را به شرک و فتیشیسم بازگرداند، که تحت الهیات، تنها پایه ممکن برای شعر را تشکیل می‌دهند. فعالیت‌های زندگی عملی هرگز صادقانه توسط آن ترویج نمی‌شد و آنها فقط با طفره رفتن یا مقاومت در برابر نفوذ آن پیشرفت می‌کردند.

## تحمیل یک باور

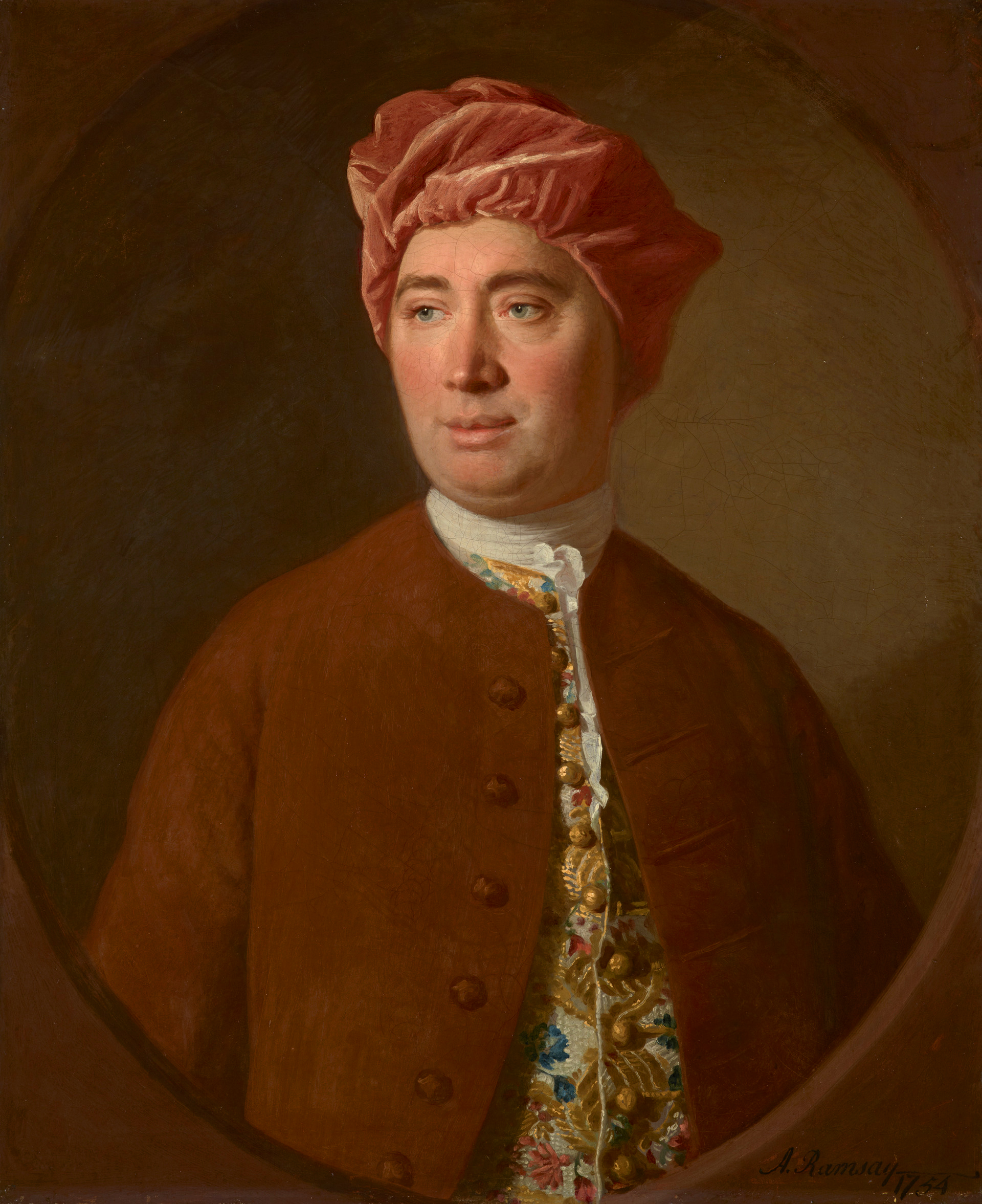
دیوید هیوم

دیوید هیوم (۱۷۱۱–۱۷۷۶) استدلال می‌کند که یکتاپرستی نسبت به شرک کمتر کثرت گرایانه است و بنابراین تحمل کمتری دارد، زیرا یکتاپرستی تصریح می‌کند که مردم باورهای خود را در یک اصل قرار می‌دهند. در همین راستا، آگوست کنت استدلال می‌کند: «توحید با وجود غرایز خیرخواهی در طبیعت ما آشتی‌ناپذیر است» زیرا پیروان را وادار می‌کند خود را وقف یک خالق واحد کنند. ژاکوب نوسنر پیشنهاد می‌کند که «منطق توحید… مبنای کمی برای تحمل ادیان دیگر به دست می‌دهد».
جیمز لاولاک یکتاپرستی را به دلیل ایده پدر متعالی و متعالی مورد انتقاد قرار داد. او دربارهٔ یکتاپرستی می‌گوید: «به نظر می‌رسد که حس شگفتی را بیهوش می‌کند که گویی شخص به یک خط فکری واحد بر اساس یک قرارداد قانونی کیهانی متعهد است».

## خشونت در یکتاپرستی
در دوران مدرن، یکتاپرستی باستانی به عنوان محرک خشونت در روزهای اولیه آن مورد سرزنش قرار می‌گیرد، زیرا اسرائیلیان را برانگیخت تا علیه کنعانیانی که به خدایان متعدد باور داشتند، جنگ کنند.
ساروپالی رادهاکرشنن یکتاپرستی را یکی از دلایل خشونت می‌دانست. او گفت:
عدم تحمل یکتاپرستی محدود در طول تاریخ بشر از زمانی که برای اولین بار قبایل اسرائیل به سرزمین کنعان هجوم بردند، با حروف خون نوشته شده‌است. پرستندگان خدای یگانه حسود به جنگ‌های تجاوزکارانه علیه مردمان [باورها و فرهنگ‌های] بیگانه کشیده می‌شوند. آنها برای ظلم و ستم‌هایی که بر فتح شدگان اعمال می‌شود، به حکم الهی استناد می‌کنند. روح اسرائیل قدیم توسط مسیحیت و اسلام به ارث رسیده‌است، و شاید غیر منطقی نباشد که بگوییم اگر یونان به جای فلسطین، تمدن غربی را در مورد این مسئله شکل می‌داد، برای تمدن غربی بهتر بود.